# Jörg Thieme (Boxer)
Jörg Thieme (* 26. Februar 1978 in Wuppertal) ist ein ehemaliger deutscher Amateurboxer.

## Sportlicher Werdegang
Im Alter von 10 Jahren begann er seine sportliche Karriere, zunächst im Karate und Kickboxen. Als Kickboxer absolvierte er über 150 Kämpfe, von denen er lediglich 20 verlor. Er wurde mehrfacher Deutscher Jugend- und Juniorenmeister. 1992 wurde er im Alter von 14 Jahren IBDF-Junioren-Europameister im Leichtkontakt.
Da Kickboxen keine olympische Disziplin ist, entschloss Thieme sich 1991, mit dem Amateurboxen anzufangen. Seine größten Erfolge waren die Gewinne des „Vorolympischen Turniers“ in Schwerin, die deutsche Jugendmeisterschaft 1994 mit einem Sieg über Michel Trabant, die deutsche Juniorenmeisterschaft 1995 und der 5. Platz bei den Junioren-Europameisterschaften in Siófok/Ungarn.
Von 1994 bis 1996 trainierte Thieme im Proficamp der Universum-Boxpromotion als Amateur mit, wo er mit Größen wie Arthur Grigorjan, Dariusz Michalszewski und Regina Halmich arbeiten konnte.
In der Saison 1995/1996/1997 boxte er in der 1. Bundesliga für Sparta Flensburg (BC Flensburg). An seiner Seite kämpften bei Sparta unter anderem heutige Größen wie Sven Ottke und die Klitschkos. 1997 wurde seine Boxkarriere aufgrund eines Unfalls für ein Jahr unterbrochen.
Danach stieg er erneut für den (inzwischen abgestiegenen) BC Flensburg in den Ring, nun allerdings in der 3. Liga. 1999 gelang ihm erneut der Sprung in die 1. Box-Bundesliga. Diesmal bei Bayer 04 Leverkusen. An der Seite von Adnan Catic (heute bekannt als Felix Sturm), versuchte er nochmals sein Möglichstes, doch beendete zugunsten seines beruflichen Werdeganges das Boxen im Jahr 2001 vollständig. Seine Amateurkarriere umfasste 99 Kämpfe, darunter 76 Siege, drei Unentschieden und 20 Niederlagen.